# Colostygia aquearia
Colostygia aquearia là một loài bướm đêm trong họ Geometridae.